# Mistrovství Evropy juniorů v ledním hokeji 1985
Mistrovství Evropy juniorů v ledním hokeji 1985 byl 18. ročník této soutěže. Turnaj hostilo od 1. do 7. dubna francouzské město Anglet. Hráli na něm hokejisté narození v roce 1967 a mladší.

## Výsledky

### Základní skupiny
| Poř. | Tým           | URS | NOR | FIN | GER | Z | V | R | P | Skóre | B |
| 1.   | Sovětský svaz | —   | 5:1 | 6:0 | 6:1 | 3 | 3 | 0 | 0 | 17:2  | 6 |
| 2.   | Norsko        | 1:5 | —   | 3:2 | 5:5 | 3 | 1 | 1 | 1 | 9:12  | 3 |
| 3.   | Finsko        | 0:6 | 2:3 | —   | 4:2 | 3 | 1 | 1 | 1 | 6:11  | 2 |
| 4.   | SRN           | 1:6 | 5:5 | 2:4 | —   | 3 | 0 | 1 | 2 | 8:15  | 1 |

| Poř. | Tým       | SWE  | TCH  | SUI | FRA  | Z | V | R | P | Skóre | B |
| 1.   | Švédsko   | —    | 5:3  | 7:1 | 15:0 | 3 | 3 | 0 | 0 | 27:4  | 6 |
| 2.   | ČSSR      | 3:5  | —    | 8:2 | 15:3 | 3 | 2 | 0 | 1 | 26:10 | 4 |
| 3.   | Švýcarsko | 1:7  | 2:8  | —   | 4:2  | 3 | 1 | 0 | 2 | 7:17  | 2 |
| 4.   | Francie   | 0:15 | 3:15 | 2:4 | —    | 3 | 0 | 0 | 3 | 5:34  | 0 |

### Skupiny o konečné umístění
Vzájemné výsledky ze základních skupin se započetly celkům i do skupin o konečné umístění.
| Poř. | Tým           | SWE   | URS   | TCH   | NOR   | Z | V | R | P | Skóre | B |
| 1.   | Švédsko       | —     | 1:1   | (5:3) | 11:0  | 3 | 2 | 1 | 0 | 17:4  | 5 |
| 2.   | Sovětský svaz | 1:1   | —     | 3:2   | (5:1) | 3 | 2 | 1 | 0 | 9:4   | 5 |
| 3.   | ČSSR          | (3:5) | 2:3   | —     | 8:2   | 3 | 1 | 0 | 2 | 13:10 | 2 |
| 4.   | Norsko        | 0:11  | (1:5) | 2:8   | —     | 3 | 0 | 0 | 3 | 3:24  | 0 |

| Poř. | Tým       | FIN   | GER   | SUI   | FRA   | Z | V | R | P | Skóre | B |
| 5.   | Finsko    | —     | (4:2) | 7:7   | 21:5  | 3 | 2 | 1 | 0 | 32:14 | 5 |
| 6.   | SRN       | (2:4) | —     | 2:1   | 10:0  | 3 | 2 | 0 | 1 | 14:5  | 4 |
| 7.   | Švýcarsko | 7:7   | 1:2   | —     | (4:2) | 3 | 1 | 1 | 1 | 12:11 | 3 |
| 8.   | Francie   | 5:21  | 0:10  | (2:4) | —     | 3 | 0 | 0 | 3 | 7:35  | 0 |

 Francie sestoupila z elitní skupiny.

## Turnajová ocenění
|                            | Brankář       | Obránce       | Obránce         | Útočníci      | Útočníci   | Útočníci         |
| -------------------------- | ------------- | ------------- | --------------- | ------------- | ---------- | ---------------- |
| Ceny direktoriátu IIHF     | Artūrs Irbe   | Rudolf Záruba | Rudolf Záruba   | Ulf Dahlén    | Ulf Dahlén | Ulf Dahlén       |
| All-Star Tým (podle médií) | Sam Lindståhl | Jurij Jašin   | Calle Johansson | Martin Hrstka | Ulf Dahlén | Anatolij Fetisov |

### Produktivita
|                 | G | A | B  |
| --------------- | - | - | -- |
| Sami Wahlsten   | 7 | 6 | 13 |
| Bo Svanberg     | 3 | 9 | 12 |
| Ulf Dahlén      | 7 | 4 | 11 |
| Andi Brockmann  | 3 | 7 | 10 |
| Ladislav Lubina | 6 | 2 | 8  |

## Mistři Evropy - Švédsko
Brankáři: Sam Lindståhl, Thomas Melin

Obránci: Örjan Lindmark, Urban Molander, Jonas Heed, Niclas Gällstedt, Roger Johansson, Calle Johansson, Roger Öhman, Tommy Hedlund

Útočníci: Ulf Sandström, Håkan Åhlund, Ulf Dahlén, Pär Edlund, Bo Svanberg, Klaus Roupé, Anders Frykbo, Johan Garpenlöv, Oscar Hedlund, Thomas Sjögren.

## Československá reprezentace
Brankáři : Radek Tóth, Oldřich Svoboda

Obránci: František Kučera, Rudolf Záruba, Dušan Halahija, Roman Lipovský, Radomír Brázda, Martin Roh, Jiří Merta

Útočníci: Martin Hrstka, Robert Kron, Ladislav Lubina, Karel Chládek, Martin Hosták, Lubomír Václavíček, Roman Sýkora, Tomáš Kapusta, Luboš Pázler, Roman Andrýs, Pavel Geffert.

## Nižší skupiny

### B skupina
Šampionát B skupiny se odehrál v Sofii v Bulharsku, postup na mistrovství Evropy juniorů 1986 si vybojovali Rumuni. Naopak sestoupili
Maďaři.
1.  Rumunsko

2.  Polsko

3.  Bulharsko

4.  Nizozemí

5.  Dánsko

6.  Rakousko

7.  Jugoslávie

8.  Maďarsko

### C skupina
Šampionát C skupiny se odehrál v Brixenu v Itálii, vyhráli jej domácí.
1.  Itálie

2.  Belgie

3.  Velká Británie